# 1994年冬季残疾人奥林匹克运动会荷兰代表团
1994年冬季残疾人奥林匹克运动会荷兰代表团是荷兰派出的1994年冬季残疾人奥林匹克运动会代表团。